# Глинсько-Солохівський газонафтоносний район
Глинсько-Солохівський газонафтоносний район — належить до Східного нафтогазоносного регіону України. Приурочений до приосьової частини регіону, в якому встановлена продуктивність на глибинах 1000-6000 м, що свідчить про значне занурення верхньої границі зони активних катагенетичних перетворень. Діапазон промислової нафтогазоносності від юрських до турнейських відкладів карбону включно. В формуванні тектонічної структури району активну участь бере галокінез (соляна тектоніка), прояви якого встановлені навіть в найбільшій в регіоні Лютенській депресії. Поклади вуглеводнів пластові, масивно-пластові, склепінчасті, зустрічаються літологічно, стратиграфічно і тектонічно екрановані. На Остапівській площі отримані припливи газу з пастки неантиклінального типу з відкладів нижнього карбону. За щільністю прогнозних і перспективних ресурсів це один з найперспективніших районів. В його межах виділяють Глинсько-Розбишівську, Солохівсько-Диканську, Малосорочинсько-Радченківську, Ісачківсько-Ромоданівську зони нафтогазонакопичення з подвійним і Гнідинцівсько-Чернухинську, Яблунівську, Гоголевсько-Семенцівську, Комишнянсько-Кошевойську — з полуторним структурним контролем. 